# Маріта Камачо Кірос
Маріта дель Кармен Камачо Кірос (10 березня 1911 — 20 червня 2025) — колишня перша леді Коста-Рики, коли її чоловік Франсіско Орліч Болмарсіч був президентом з 1962 по 1966 рік та довгожителька, чий вік був підтверджений Групою геронтологічних досліджень (GRG). На момент смерті була найстарішою живою людиною в Коста-Риці та найстарішою коли небудь колишньою першою леді у світі. Її вік становить 114 років, 102 дні.

## Біографія
Камачо Кірос народилася 10 березня 1911 року в Сан-Рамоні, провінції Алахуела. Її батьками були Салустіо Камачо та Зенейда Кірос, обидва фермери. Вона була їхньою сьомою дочкою.
Камачо Кірос вийшла заміж за бізнесмена та політика Франсіско Хосе Орліча Болмарсіча у сусідньому місті Наранхо-де-Алахуела 16 квітня 1932 року. У них було два сини, Франсіско Орліч Камачо та Маурісіо Орліч Камачо.

## Перша леді Коста-Рики
8 травня 1962 року Орліч Болмарсіч став президентом Коста-Рики. Після інавгурації Камачо Кірос стала першою леді Коста-Рики. Вона зберігала цю посаду до 8 травня 1966 року, коли її змінила Клара Фонсека Гварді.
Як перша леді вона активно працювала для дітей; просувала тему дитячих притулків, навчальних шкіл, шкільних їдалень та громадських центрів. Вона підтримувала Hospicio de Huérfanos de San José, а також створення в 1964 році Національної лікарні де Ніньос.
Камачо Кірос здійснила кілька поїздок за кордон зі своїм чоловіком як перша леді. Вони зустрілися з Папою Іоанном XXIII, Франсіско Франко та американськими президентами Джоном Ф. Кеннеді та Ліндоном Б. Джонсон.

## Довголіття
10 березня 2021 року Камачо Кіросу виповнилося 110 років, і вона стала наддовгожителем. Латиноамериканські довгожителі (LAS) підтвердили, що вона найстаріша з коста-риканок, що нині живуть. Вона також є найстарішою відомою колишньою першою леді.